# Personnel de la TNA Wrestling
 (juillet 2025).
- Si vous ne connaissez pas le sujet, laissez ce bandeau (vous pouvez alors contacter les auteurs).
- Si vous supprimez le contenu mis en cause (vous pouvez préalablement contacter les auteurs),

argumentez précisément cette suppression dans la page de discussion
(un manque de référence n'est pas un argument ; une recherche réelle de référence doit avoir été effectuée, être formellement documentée).
Total Nonstop Action Wrestling est une fédération professionnelle de catch basée à Nashville, Tennessee, aux États-Unis. Les employés de TNA Wrestling incluent des catcheurs professionnels (le nom de scène des employés est écrit à gauche, et le nom réel est écrit sur la droite), managers, arbitres, entrepreneurs et autres. La liste ci-jointe représente le personnel de la TNA Wrestling.

## Catcheurs et catcheuses

### Lutteurs

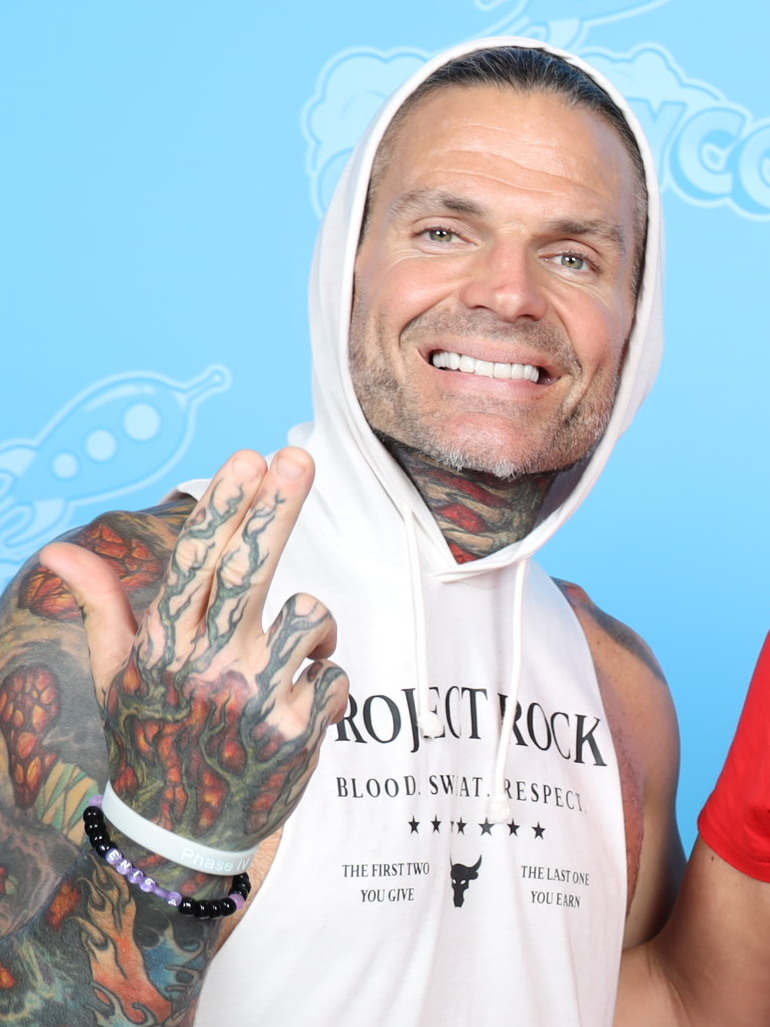
Jeff Hardy, l'actuel moitié des World Tag Team Champion

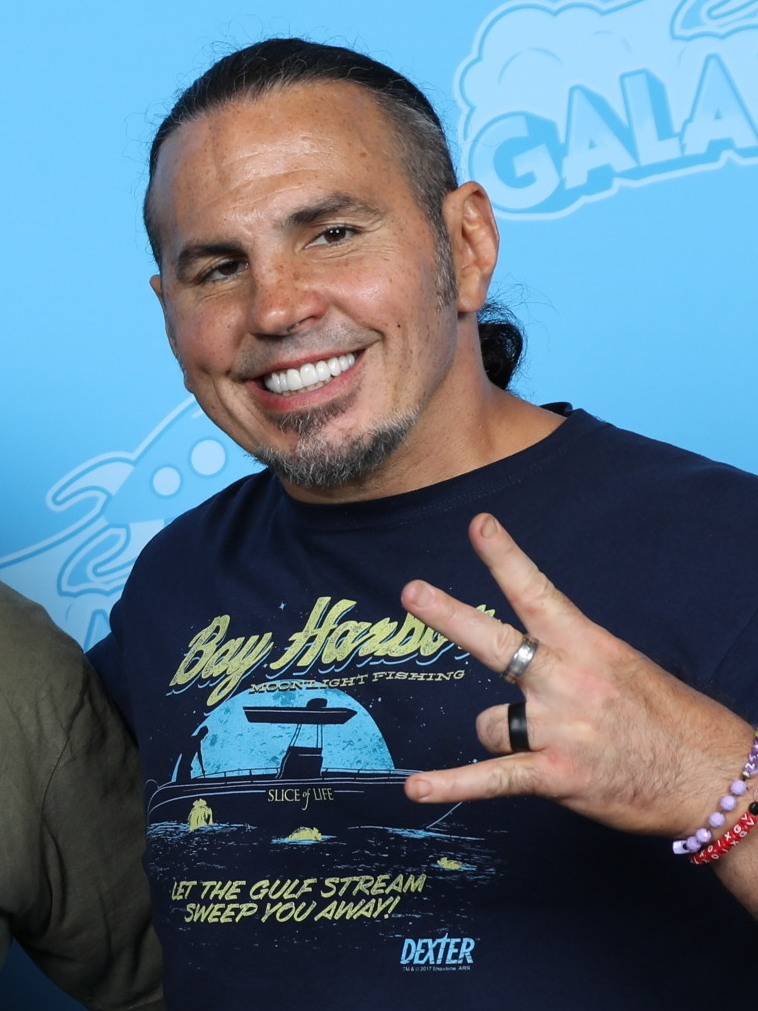
Matt Hardy, l'actuel moitié des World Tag Team Champion

| Nom de scène      | Nom réel            | Notes                      |
| ----------------- | ------------------- | -------------------------- |
| AJ Francis        | Anthony Francis     |                            |
| Brian Myers       | Brian Myers         |                            |
| Cedric Alexander  | Cedric Johnson      |                            |
| Chris Bey         | Christopher Bey     | Inactif, blessé au cou     |
| Eddie Edwards     | Eddie Edwards       |                            |
| Elijah            | Jeffrey Sciullo     | Inactif, blessé au triceps |
| Eric Young        | Jeremy Fritz        |                            |
| Frankie Kazarian  | Frank Gerdelman     |                            |
| Jake Something    | Jacob Doyle         |                            |
| Jason Hotch       | Jason Hotch         |                            |
| JDC               | Curtis Hussey       |                            |
| Jeff Hardy        | Jeffrey Hardy       | World Tag Team Champion    |
| Joe Hendry        | Joe Hendry          |                            |
| John Skyler       | John Brumbaugh      |                            |
| Judas Icarus      | Christian Kingdon   |                            |
| KC Navarro        | Christian Navarro   | Inactif, LCA déchiré       |
| Laredo            | Laredo Kid          |                            |
| Leon Slater       | Leon Slater         | X Division Champion        |
| Mance Warner      | Quirt Miller        |                            |
| Matt Cardona      | Matthew Cardona     |                            |
| Matt Hardy        | Matthew Hardy       | World Tag Team Champion    |
| Mike Santana      | Mark Sanchez        |                            |
| Moose             | Quinn Ojinnaka      |                            |
| Mustafa Ali       | Adeel Alam          |                            |
| Myron Reed        | Inconnu             |                            |
| Nic Nemeth        | Nicholas Nemeth     |                            |
| Octagon Jr        | Inconnu             |                            |
| Rich Swann        | Richard Swann       |                            |
| Ryan Nemeth       | Ryan Phillip Nemeth |                            |
| Steve Maclin      | Steven Kupryk       | TNA International Champion |
| The Home Towm Man | Christopher Gray    |                            |
| Travis Williams   | Inconnu             |                            |
| Trey Miguel       | Trey McBrayer       |                            |
| Zachary Wentz     | Zachary Green       |                            |

### Lutteuses

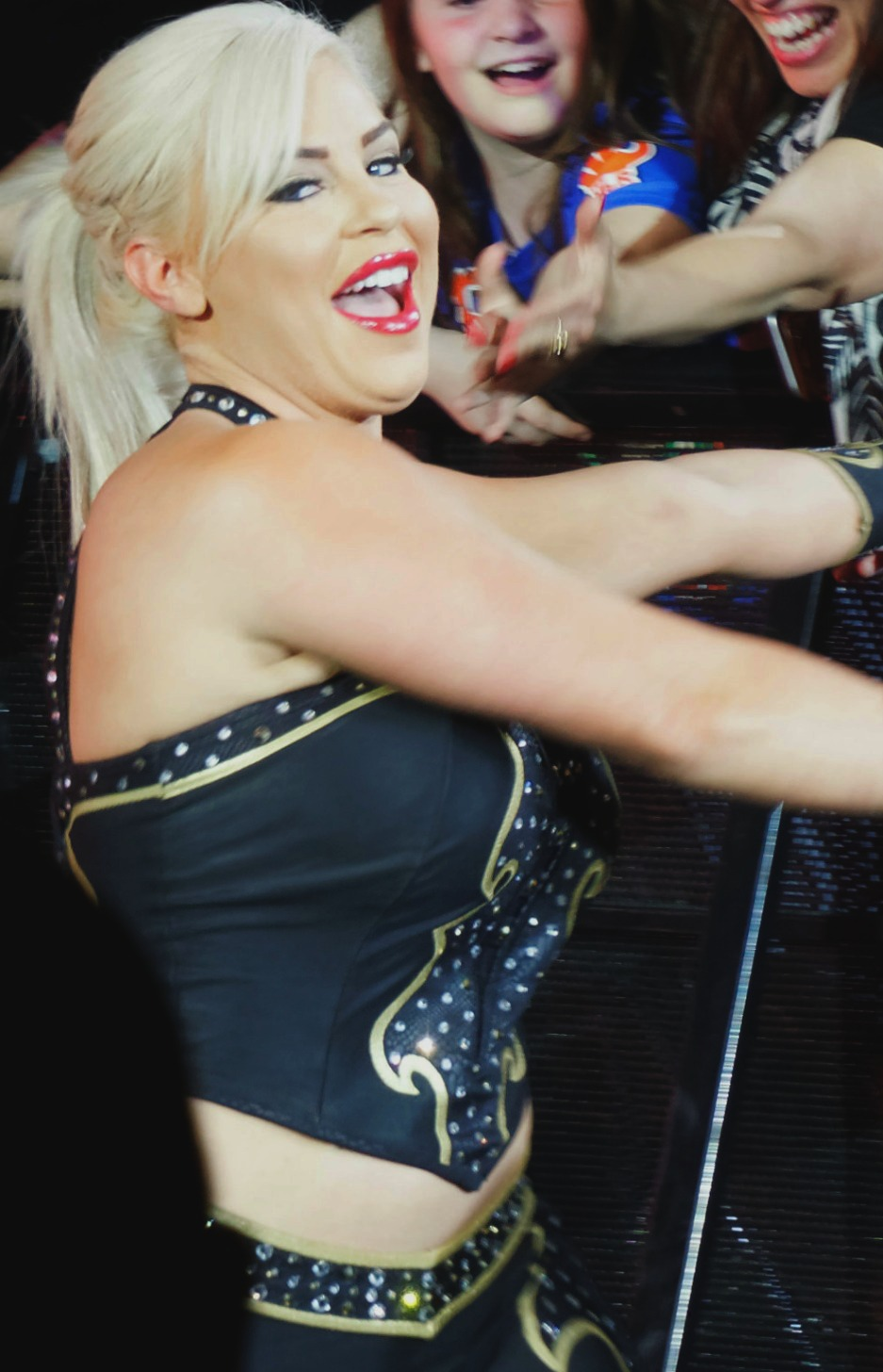
Ash by Elegance, l'actuelle moitiée des Knockout Tag Team Champion

| Nom de scène        | Nom réel             | Notes                      |
| ------------------- | -------------------- | -------------------------- |
| Alisha Edwards      | Alisha Maher         |                            |
| Ash by Elegance     | Ashley Sebera        | Knockout Tag Team Champion |
| Cassie Lee          | Cassandra Arneill    |                            |
| Dani Luna           | Chloe Smith          |                            |
| Harley Hudson       | Lilli Pruden         |                            |
| Heather by Elegance | Jamie Chambers       | Knockout Tag Team Champion |
| Indi Hartwell       | Samantha de Martin   |                            |
| Jada Stone          | Jada Stone           |                            |
| Jessie McKay        | Jessica McKay        |                            |
| Jody Threat         | Jody Giyvicsan       |                            |
| Killer Kelly        | Raquel Lourenço      |                            |
| KiLynn King         | Inconnue             | Inactive, blessée au genou |
| Lei Ying Lee        | Xia Zhao             |                            |
| M by Elegance       | Maggie Peters        |                            |
| Mara Sadé           | Jamara Garrett       |                            |
| Masha Slamovich     | Ann Khozine          |                            |
| Mila Moore          | Kellie Morga         |                            |
| Myla Grace          | Shannon Mateer       |                            |
| Rosemary            | Holly Letkeman       |                            |
| Steph de Lander     | Stephanie De Landre  |                            |
| Tasha Steelz        | Latasha Harris       |                            |
| Tessa Blanchard     | Tessa Blanchard      |                            |
| Victoria Crawford   | Victoria Crawford    |                            |
| Xia Brookside       | Xia-Louise Henderson |                            |

## Autres membres du personnel
| Nom de scène           | Nom réel           | Notes                                       |
| ---------------------- | ------------------ | ------------------------------------------- |
| Gia Miller             | Georgia Lee Milton | Intervieuweuse                              |
| Matthew Rehwoldt       | Matt Rehwoldt      | Commentateur d’Impact Wrestling et des PPVs |
| McKenzie Mitchell      | McKenzie Mitchell  | Annonceuse                                  |
| Santino Marella        | Anthony Carelli    | Figure d'autorité                           |
| The Personal Concierge | George Menenzes    | Manager de Ash by Elegance                  |
| Tom Hannifan           | Thomas Hannifan    | Commentateur d’Impact Wrestling et des PPVs |

## Arbitres
| Nom de scène      | Nom réel          | Notes |
| ----------------- | ----------------- | ----- |
| Alice Lane        | Alice Lane        |       |
| Daniel Spencer    | Daniel Spencer    |       |
| Frank Gastineau   | Frank Gastineau   |       |
| Paige Prinzivalli | Paige Prinzivalli |       |

## Personnel backstage
| Nom de scène  | Poste                                         |
| ------------- | --------------------------------------------- |
| Ace Steel     | Producteur                                    |
| Alpha Bravo   | Relations avec les talents                    |
| Ingrid Isley  | Responsable talents et relations              |
| Jazz          | Productrice                                   |
| Jorge Barbosa | Producteur Senior                             |
| Lance Storm   | Entraineur Producteur                         |
| Mark Brown    | Directeur de production                       |
| Sami Callihan | Directeur des événements en direct Producteur |
| Tommy Dreamer | Producteur Senior                             |

## Direction
| Nom de scène     | Poste                                                        |
| ---------------- | ------------------------------------------------------------ |
| Andrea Paganelli | Vice-président principal du marketing                        |
| Ariel Shnerer    | Vice-président du développement commercial                   |
| Carlos Silva     | Président de la TNA                                          |
| David Clevinger  | Vice-président principal du numérique – TNA                  |
| Delirious        | Producteur exécutif / Responsable de la création             |
| George Veras     | Producteur exécutif – Anthem Sports Group                    |
| Leonard Asper    | Fondateur, Président et CEO de Anthem Sports & Entertainment |
| Nicole Rachine   | Vice-présidente principal des ventes                         |
| Ross Foreman     | Responsable des relations avec les médias                    |